# 캐럴라인 케네디
캐럴라인 부비에 케네디(영어: Caroline Bouvier Kennedy, 1957년 11월 27일 ~ )는 미국의 정치인이다. 제35대 대통령 존 F. 케네디와 재클린 케네디 사이에서 장녀로 태어났으며, 2013년부터 2017년까지 일본 주재 미국 대사를 지냈다. 2021년, 조 바이든 행정부에서 오스트레일리아 주재 미국 대사에 지명되었다.

## 생애
아버지 존 F. 케네디와 어머니 재클린 케네디 사이의 첫째 자식으로 태어났다. 부친이 1960년 미국 대통령에 당선되어 1961년부터 백악관에서 살았으며, 어린 시절부터 미국 대통령의 딸로 세계적인 주목을 받았다. 부친이 1963년 11월 22일 암살당한 후 모친과 함께 뉴욕으로 옮겨 살았으며, 이후에도 세간의 이목을 끌었으나 모친의 보호로 지나친 언론 노출은 피할 수 있었다. 1979년 하버드 대학교의 래드클리프 칼리지에서 학부과정을 졸업하고 1988년 컬럼비아 로스쿨에서 상위 10% 안에 드는 우수한 성적으로 법무박사(JD) 학위를 취득한 후 변호사 자격을 얻었다. 언론사와 메트로폴리탄 박물관에서 근무했으며, 숙부인 에드워드 케네디 상원의원 밑에서 일하기도 했다. 메트로폴리탄 박물관 근무 중 그곳 직원인 에드윈 슐로스버그와 만나게 되어 1986년 결혼하여 1남 2녀를 두었다. 슐로스버그는 유대인이지만 캐럴라인은 자녀들을 케네디 집안에서 대대로 믿어오던 가톨릭을 믿게 했다.
케네디 기념 도서관 회장으로도 재직했으며, 하버드 대학교 케네디 스쿨 고문도 맡았었다. 그 자신이 직접 정치활동을 한 적은 없으나, 숙부 에드워드 케네디를 비롯한 주변 정치인들과 함께 정계에 직간접적으로 참여했으며, 2008년 대통령 선거에서는 에드워드 케네디와 함께 버락 오바마 후보를 지지하면서 더욱 관심을 모았고 본격적인 정계 진출을 하는 것이 아니냐는 관측이 나왔다. 오바마 후보 선거 진영에서 부통령 후보 선정 위원회에서 일하는 동시에 그 자신이 한때 부통령 후보로 거론되기도 했다. 그 후 주 영국 대사로 거론되기도 했으며, 오마바가 대통령으로 당선된 후 뉴욕주 연방 상원의원인 힐러리 클린턴이 국무부 장관으로 입각하게 되면서 공석이 되는 상원의원 자리의 후임자로 거론되기도 하였다. CNN은 이와 관련한 최근 여론 조사 결과를 입수했다. 발표된 CNN과 오피니언 리서치 코퍼레이션의 공동 여론 조사 결과, 응답자 중 절반 이상이 답하기를, 캐럴라인 케네디가 상원의원이 될 자질을 갖추고 있다고 했다. 미국인의 52퍼센트가 캐럴라인 케네디의 상원의원직 승계에 긍정적으로 대답한 반면, 42퍼센트는 부정적인 반응을 보였다. 또한, CNN 오피니언 리서치 코퍼레이션은 성별에 따른 분류도 하였는데, 그에 따르면 남자 응답자의 47퍼센트는 부정적인 반응을 보였고, 여자 응답자의 57퍼센트는 긍정적으로 대답했다. (여론조사 샘플의 표준오차 범위 : ±3% 포인트) 결국, 특별한 공직 경력이 없는 그녀를 단지 명문가 출신이라는 이유만으로 상원의원의 자리에 오르게 하는 것에 대한 반대 의견이 심한 데다가, 그 자신의 개인적인 약점도 거론되면서 상원의원직 도전을 철회하였다.
그 후 캐럴라인 케네디는 민주당과 오바마 대통령에게 기부하는 등 정치적으로 민주당과 계속 관계를 맺어오던 가운데 2013년, 일본 주재 미국 대사로 임명되었다. 외교 경력은 물론 공직 경력도 없고, 일본과도 특별한 인연이 있는 인물이 아니어서, 미국 내에서는 보은 인사라는 논란이 있기도 했지만, 일본에서는 그의 임명을 크게 환영하는 분위기였다. 상원 인준을 통과하여 2013년 11월, 일본에 부임하였다. 그는 여성으로는 최초로 일본 주재 미국 대사로 부임한 인물이기도 하다.